# The Green-Eyed Monster (film 1912 Dwan)
The Green-Eyed Monster è un cortometraggio muto del 1912 diretto da Allan Dwan.

## Trama
Il paesino di La Mesa è teatro di una serie di scompigli causati dalla gelosia di Jess per Norman Brown.

## Produzione
Il film fu prodotto dalla Flying A (American Film Manufacturing Company).

## Distribuzione
Distribuito dalla Motion Picture Distributors and Sales Company, il film - un cortometraggio in una bobina - uscì nelle sale cinematografiche USA il 3 giugno 1912.